# 小出錞一
小出 錞一（こいで じゅんいち、1941年〈昭和16年〉5月22日 - ）は、日本の元裁判官・元専修大学教授。愛知県名古屋市出身。

## 経歴
愛知県立旭丘高等学校・東京大学法学部卒業。
司法試験には1964年（昭和39年）9月に合格し、東京大学卒業後の1965年（昭和40年）4月には第19期司法修習生（司法修習地：東京）になる。その後の経歴は以下の通り。
- 1967年（昭和42年）4月7日 - 東京地裁判事補[3]
  - 1967年4月に修習を終えて裁判官に任官された[1]。1968年6月から2年間にわたり、政府在外研究員としてイェール・ロー・スクール（アメリカ合衆国）に留学した（1969年6月に修士課程修了）[2]。
- 1970年（昭和45年）4月7日 - 東京地家裁判事補・東京簡裁判事[3]
- 1970年（昭和45年）6月27日 - 仙台家裁・仙台地裁判事補および仙台簡裁判事[3]
- 1973年（昭和48年）4月16日 - 東京地裁判事補・東京簡裁判事[3]
- 1976年（昭和51年）4月15日[3] - 鹿児島地裁・家裁名瀬支部判事補（支部長）[2]・名瀬簡裁判事[3]
- 1977年（昭和52年）4月7日 - 東京地裁判事[3]
- 1982年（昭和57年）7月1日 - 千葉地裁・千葉簡裁判事[3]
- 1985年（昭和60年）4月1日 - 福岡高裁判事[3]
- 1988年（昭和63年）4月1日 - 福岡地裁部総括判事[3]
- 1990年（平成2年）4月1日 - 東京地裁部総括判事[3]
- 1994年（平成6年）4月1日 - 東京高裁判事[3]
- 1998年（平成10年）11月25日 - 福岡高裁部総括判事[3]
- 2001年（平成13年）9月25日 - 山口地裁所長[3]
- 2002年（平成14年）4月17日 - 山口地裁所長・山口簡裁判事[3]
- 2003年（平成15年）1月7日 - 名古屋高裁部総括判事[3]

2006年（平成18年）2月28日に依願退官し、同年4月に専修大学法学部教授に就任。専門は刑事訴訟法で、2011年（平成23年）秋に瑞宝重光章を受章した。2012年（平成24年）3月限りで定年退職。

## 主な担当審理
- 捜査機関による被告人の取調と弁護人の立会（『判例時報』第766号25頁） - 東京地裁決定・1975年（昭和50年）1月29日[8]
- 強盗の目的でAに暴行を加えA及び予想外のBを傷害した場合とBに対する強盗傷人罪の成否（『判例時報』第789号19頁） - 東京地裁判決・1975年6月5日[8]
- 業務上過失傷害、航空法違反被告事件（『判例時報』第826号113頁） - 東京地裁判決・1976年（昭和51年）3月23日[8]
- 覚せい剤取締法違反被告事件（『判例時報』第868号111頁） - 東京地裁判決・1977年（昭和52年）5月27日[8]
- 日石・土田邸事件証拠調決定（『判例時報』第1027号3頁） - 東京地裁決定・1981年（昭和56年）11月18日[8]
- 日石・土田邸事件統一公判組第一審判決（『判例時報』第1098号） - 東京地裁判決・1983年（昭和58年）5月19日[8]
- 不動産侵奪・詐欺被告事件（『判例時報』第1189号160頁） - 福岡高裁判決・1986年（昭和61年）2月13日[8]
- 東京佐川急便事件における渡辺広康被告事件 - 1992年11月5日の公判、で皇民党ナンバー2による大島竜珉の検面調書が、裁判長の指示として法廷で読み上げられた皇民党事件に絡んで注目された。
- 市川一家4人殺害事件・控訴審判決（東京高裁刑事第2部・陪席裁判官 / 裁判長：神田忠治） - 1996年7月2日の判決公判で第一審・死刑判決（千葉地裁・神作良二裁判長）[9]を支持して被告人の男（事件当時19歳少年）が申し立てていた控訴を棄却する判決を言い渡した[10]。被告人は2001年に最高裁で死刑が確定し（少年死刑囚）、2017年に収監先・東京拘置所で死刑を執行された[9]。
- 飯塚事件・控訴審判決（福岡高裁・裁判長） - 2001年10月10日に第一審・死刑判決（福岡地裁・陶山博生裁判長）を支持して被告人の男（無罪を主張）が申し立てていた控訴を棄却する判決を言い渡した[11]。被告人は2006年に最高裁で死刑が確定し、2008年に収監先・福岡拘置所で死刑を執行された[11]。
- ドラム缶女性焼殺事件・控訴審判決（名古屋高裁裁判長） - 2003年6月19日の判決公判で従犯の被告人4人（第一審で2人は無期懲役・もう2人は懲役12年）の判決をいずれも支持し、検察官（死刑および懲役15年を求刑）・弁護人双方が申し立てていた控訴を棄却する判決を言い渡した[12]。
- 名古屋市中区栄スナックバー経営者殺害事件・控訴審判決（名古屋高裁刑事第1部裁判長）[13] - 2004年2月6日の判決公判で第一審・名古屋地裁の無期懲役判決を破棄して被告人の男（殺人前科あり）に死刑判決を言い渡した[14]。被告人は2007年に最高裁で死刑が確定し[15]、2013年に収監先・名古屋拘置所で死刑を執行された[16]。
- 名張毒ぶどう酒事件・第7次再審請求審決定（名古屋高裁第1刑事部裁判長） - 2005年4月5日付で冤罪を訴えていた死刑囚・奥西勝（2015年に獄死）の再審請求を認め、戦後の死刑事件としては（当時）5件目となる[注 3]再審開始・死刑執行停止の決定を出した[17][20]。日本の裁判所においては再審請求が認められる事件は年平均わずか2 - 3件程度と極めて稀であり[21]、日本の再審制度は公正さや適正さが制度的に担保される仕組みとなっていないと言われている[22]。この決定を下したあと、裁判官を辞職[23]。 しかし名古屋高等検察庁は同月8日付で決定取り消し・再審請求棄却を求め同高裁刑事第2部へ異議を申し立て[24]、2006年12月26日に刑事第2部（門野博裁判長）は原決定を取り消して奥西の再審開始を認めない決定を出した[25][26]（取り消し決定した門野は、翌年東京高裁の裁判長に栄転[23]）。その後、2013年10月16日付の最高裁第一小法廷決定（桜井龍子裁判長）により請求棄却が確定した[27]。

## 著書
- 小出錞一「被疑者取調べについての覚書 A Memorandum on the Interrogation to the Susupect」『専修大学法学研究所紀要』第32巻、専修大学法学研究所、2007年2月20日、1-17頁、doi:10.34360/00003877、ISSN 1881-8358、NAID 120006784745。
- 小出錞一「失敗から学ぶ」『専修大学今村法律研究室報』第47巻、専修大学法学研究所、2007年3月10日、1-8頁、NAID 120006785336。